# Susobana-gawa
La rivière Susobana (裾花川, Susobana-gawa) est un cours d'eau du Japon situé dans la préfecture de Nagano au Japon. Elle appartient au bassin versant du fleuve Shinano.

## Géographie
Longue de 48,2 km, la rivière Susobana s'écoule dans le Nord de la ville de Nagano (préfecture de Nagano), sur l'île de Honshū, au Japon. Elle prend sa source sur les pentes du versant sud-ouest du mont Takatsuma (2 400 m) dans le parc national Myōkō-Togakushi Renzan. Son parcours traverse Nagano principalement du nord au sud puis d'ouest en est. À environ 1 km du temple Zenkō il s'infléchit dans la direction du sud et rejoint le cours supérieur de la rivière Sai.
Le bassin versant de la rivière Susobana s'étend sur 276 km2 dans le Nord-Ouest de Nagano.